# 평화와 정의의 의원 모임

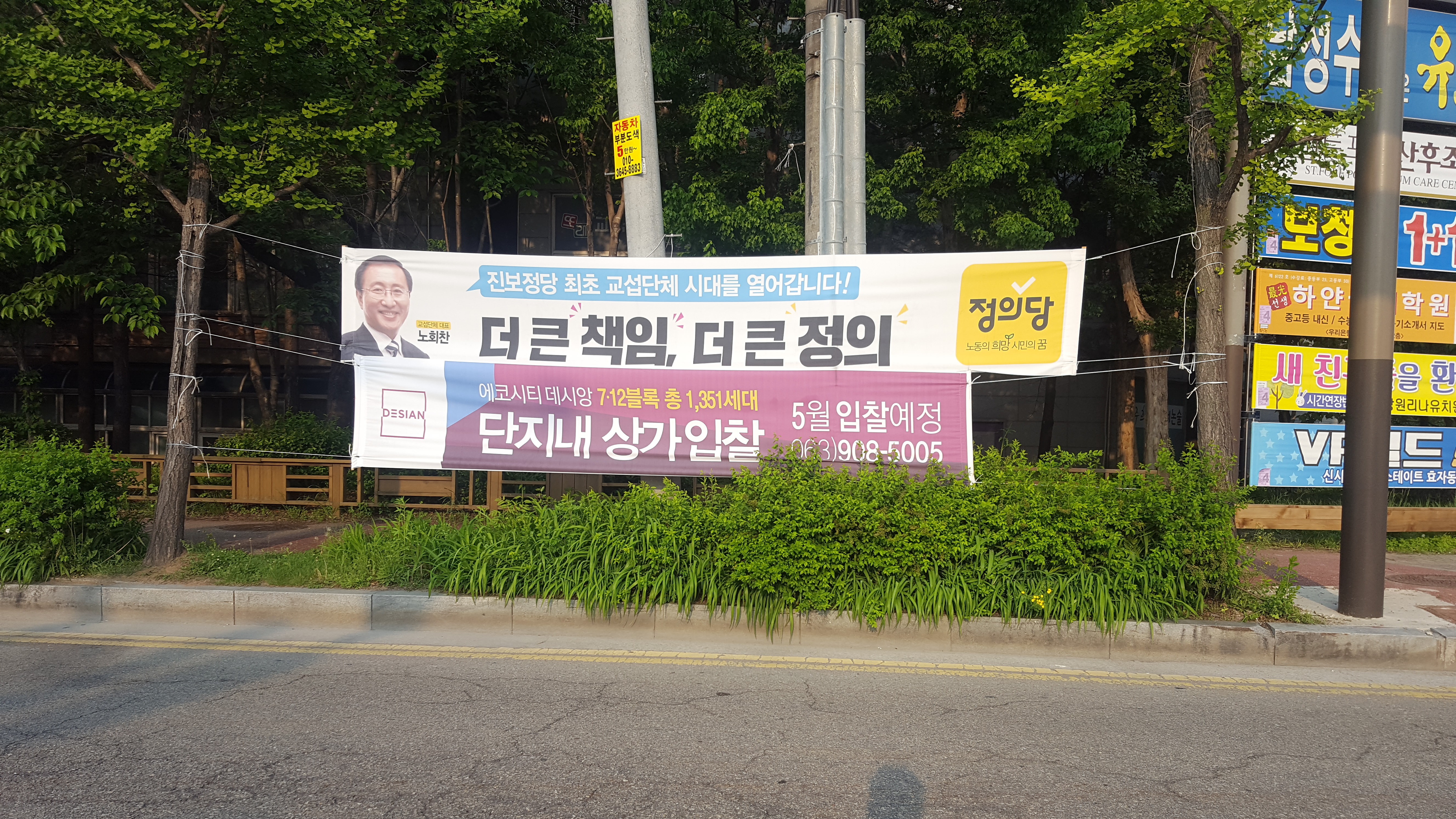
정의당이 최초로 진보정당에서 원내교섭단체가 됐음을 홍보하는 현수막

평화와 정의의 의원 모임은 2018년 제20대 국회에서 민주평화당과 정의당(민주평화당 14석, 정의당 6석)이 구성한 공동교섭단체다.
원내대표는 각당의 원내대표 1명씩을 공동대표로 하되 등록 원내대표는 정의당부터 교대로 맡기로 하였다.
민주평화당과 정의당은 △개헌과 선거제도 개혁 △한반도 평화실현 △노동존중사회 △식량주권실현 △특권 없는 국회 △중소기업과 골목상권 살리기 △성평등 사회 △검찰, 국정원 등 권력기관 개혁 등 8대 정책과제에 합의했다.

## 해체
2018년 7월 23일 노회찬 의원이 사망하면서 교섭단체가 일단 해체되었다. 다만 정동영 민주평화당 의원에 따르면, 무소속 손금주, 이용호 의원이나 민중당 김종훈 의원을 합류시켜 다시 교섭단체를 꾸리는 시나리오가 있다. 특히 민주평화당은 무소속 손금주, 이용호 의원을 입당시키기 위해 노력하고 있는 것으로 알려졌다. 두 의원은 더불어민주당 입장을 타진했지만, 민주당에서는 무소속 의원들을 받아들일 뜻이 없다고 한다. 그리고 두 의원은 민주당 입복당이 무산되었다.
한편 교섭단체가 해체되어도, 평화와 정의의 의원 모임 몫으로 배정받은 상임위원장 자리는 이미 선출하여 변동이 없다. 이에 따라 황주홍 농해수위 상임위원장은 직을 그대로 유지하게 된다. 정치개혁특별위원회의 경우 여야가 정의당 심상정을 위원장으로 합의하였지만 해체 이후 자유한국당이 정의당 배제를 요구해 인선이 파행 위기에 놓였다가, 10월에 원래 합의대로 심상정을 위원장으로 선출했다.

## 역대 원내대표
- 1대 : 노회찬 (정의당, 2018년 4월 2일 ~ 2018년 5월 31일)
- 2대 : 장병완 (민주평화당, 2018년 6월 1일 ~ 2018년 7월 23일)

## 같이 보기
- 선진과 창조의 모임
- 삼민회
- 민주통합의원모임